# Desert de Chalbi
El desert de Chalbi és un petit desert situat a la part nord de Kenya, a prop de la frontera amb Etiòpia.
El desert es troba a l'est del llac Turkana, el llac permanent més gran d'un lloc desèrtic i també és el llac alcalí més gran del món. Prop de les seves ribes, s'han trobat nombroses restes fòssils d'homínids que es remunten a un interval de temps força ampli i s'atribueixen a diverses espècies extingides.
Ecoregió: El desert està a l'interior de l'ecoregió d'Arbusts i pastures xeròfites de Masai.
Al desert hi ha el petit assentament d'Hhorr al nord. La ciutat més propera és Marsabit.